# Juan de Silva
Juan de Silva (1528 — 1601), 4.º conde de Portalegre por casamento, foi um aristocrata e político castelhano, de grande relevância no período que antecedeu a União Ibérica, especialmente no exercício das funções de embaixador de Filipe II de Espanha na corte portuguesa, entre 1576 e 1580. Pertencia a uma das linhagens toledanas mais importantes, com importante parentela em Portugal, onde casou com a condessa de Portalegre.

## Biografia
Era filho de Manrique de Silva e de D. Beatriz de Silveira, família aparentada com as casas mais poderosas e influentes da nobreza castelhana do século XVI. A mãe era descendente de uma antiga família da nobreza portuguesa, com significativa presença na corte. Ao casar com D. Filipa da Silva, neta e herdeira de Álvaro de Silva de Meneses, o 3.º conde de Portalegre, mordomo-mor da casa real portuguesa, foi herdeiro do título de Conde de Portalegre, estreitando as suas já importantes relações familiares e culturais com Portugal. Foi próximo de Miguel da Silva, bispo de Viseu (conhecido por cardeal de Viseu), a quem Baldassare Castiglione dedicou Il Cortigiano (O Cortesão).
Acompanhou a jornada de D. Sebastião a Alcácer-Quibir em agosto de 1578, tendo sido ferido e ficado cativo. Após o seu resgate, regressou a Lisboa, onde permaneceu até 1580.
Foi-lhe muitas vezes falsamente atribuída a autoria da obra de Gerolamo de Franchi Conestagio, Dell'unione del regno di Portogallo alla corona di Castiglia (Da União do Reino de Portugal à Coroa de Castela), publicada em Génova em 1585 e que teve múltiplas reedições em Itália e outros países europeus. Conestagio tinha vivido em Lisboa a partir de 1576, onde se relacionara com o embaixador Juan de Silva, sendo plausível que este lhe tenha fornecido muitas informações sobre os últimos anos do reinado de D. Sebastião e os primeiros tempos após o desastre de Alcácer-Quibir.
Integrou o Conselho de Regência que governou Portugal entre 1593 e 1598, após o vice-reinado do cardeal arquiduque Alberto de Áustria em 1583-1593.